# Viktor Melantiev
Viktor Sergejevitj Melantiev (ryska: Виктор Сергеевич Мелантьев), född den 2 juni 1986, är en rysk kanotist.
Han tog bland annat VM-guld i C-1 200 meter i samband med sprintvärldsmästerskapen i kanotsport 2011 i Szeged.